# Erwinia amylovora
Erwinia amylovora è un batterio Gram-negativo della famiglia Enterobacteriaceae, agente della malattia delle piante nota come colpo di fuoco batterico delle pomacee.

## Importanza della malattia
E. amylovora è batterio patogeno delle piante, ovvero è in grado di instaurare un rapporto di tipo necrotrofico con un'ampia gamma di piante ospiti. 
Il colpo di fuoco batterico (la patologia causata da E. amylovora) è una malattia che colpisce oltre 200 specie appartenenti a 40 generi della famiglia delle Rosacee, tra cui moltissime di grande importanza per l'economia umana (melo, pero, nespolo del Giappone, cotogno, sorbo) e specie ornamentale (il biancospino, il cotognastro, l'agazzino, la fotinia).
Questa malattia, conosciuta con termine inglese "Fire Blight", è stata descritta per la prima volta alla fine del '700 lungo la costa atlantica del Nordamerica, probabilmente passate da piante spontanee autoctone ai frutteti delle nuove Colonie. Successivamente si è diffusa in tutti gli stati centrali fino al Canada. In Europa fu diagnosticata per la prima volta nel 1957 in pereti del Kent (Regno Unito)  e, grazie ad un ulteriore focolaio che si venne a creare in Egitto, nel giro di poco più di 50 anni si è diffusa in quasi tutti gli stati dell'Europa e del Medio Oriente. È inoltre presente in Giappone e Nuova Zelanda.
In Italia i primi focolai furono rilevati nel 1990 in pereti pugliesi delle province di Brindisi e Lecce seguiti da sporadiche segnalazioni in Sicilia e Calabria. Nel 1994 fu segnalata in Emilia Romagna, regione nella quale si è manifestata con una notevole virulenza e rapidità di diffusione. Successivamente è stata segnalata in Lombardia, Veneto, Trentino Alto Adige e Piemonte.
Per la sua pericolosità e la necessità di contrastarne la diffusione nell'Unione europea, il batterio è inserito nella lista europea dei patogeni da quarantena (Direttiva 2000/29/CE) ed in Italia è soggetto alle misure di lotta obbligatoria stabilite dal D.M. 10 settembre 1999, n. 356.

## Sintomatologia
La sintomatologia di questa malattia è abbastanza simile in tutte le piante ospiti. Le lievi differenze tra specie e specie riguardano solo la forma e la dimensione dei sintomi e sono riconducibili alle differenze morfologiche che esistono tra specie vegetali anche simili.
I fiori sono i primi organi ad essere colpiti nella ripresa vegetativa dell'ospite.
I sintomi più precoci si manifestano sui ricettacoli come macchie idropiche che successivamente anneriscono e si spostano sui peduncoli.
I fiori colpiti disseccano ma spesso restano attaccati al ramo che li ha generati andando a costituire pericolose fonti di inoculo per infezioni secondarie; difatti, in condizioni di atmosfera caldo-umida, i fiori infetti e secchi secernono delle goccioline, il cui colore va dal bianco al bruno-rossastro, che sono costituiti dagli essudati batterici con cui il patogeno si propaga.
I frutti manifestano suscettibilità nelle fasi di maturazione che vanno dall'allegagione all'invaiatura.
L'Erwinia amylovora penetra all'interno dei frutti seguendo due vie: attraverso il peduncolo o mediante interruzioni dei tegmenti esterni come ferite di varia natura.
I frutti colpiti presentano macchie idropiche che si allargano e imbruniscono e successivamente arrestano il loro sviluppo e disseccano.
La colonizzazione batterica può raggiungere gli strati più interni della polpa, dove causa 'aree imbrunite', fino a raggiungere le cavità seminali che si presentano spesso colme di un materiale mucoso di origine batterica.
Analogamente a quanto avviene per i fiori, anche i frutti colpiti possono presentare sulle superfici esterne gocce di essudato batterico e possono distaccarsi dai rami o rimanervi attaccati fino a completo disfacimento.
Le foglie possono essere colonizzate a partire da ferite della lamina o a partire dal germoglio e risalendo lungo il picciolo.
Nel primo caso i sintomi si espandono a partire dal centro di infezione dirigendosi verso il centro della foglia e, costretti dalle nervature principali, assumono la tipica forma a cuneo o "V". Nel secondo caso l'infezione risale dal picciolo seguendo la nervatura mediana.
Le zone colpite imbruniscono (fino ad apparire nerastre) e appaiono translucide ed umide a causa degli essudati batterici che anche qui possono,  nelle giuste condizioni atmosferiche, condensarsi in goccioline.
Successivamente all'invasione le foglie disseccano solitamente a partire dai margini fogliari. Molte foglie permangono sui rami anche oltre la normale caduta autunnale.
I germogli hanno una 'altissima suscettibilità' agli attacchi dell'E. amylovora. Quando vengono infettati imbruniscono molto rapidamente e assumono la tipica forma ad uncino che ricorda un bastone pastorale. L'infezione di germogli e rami consente al patogeno di accedere alle branchie interne e al tronco dell'ospite dove dà luogo alla formazione di cancri, i quali rappresentano le uniche strutture di sopravvivenza e svernamento del patogeno.
I cancri si originano nei fusti, hanno una forma ellittica e il legno infetto presenta colorazione brunastra o comunque più scura rispetto al legno sano. La superficie legnosa dei cancri appare liscia e più depressa rispetto al normale decorso dei tessuti sani. I tessuti legnosi sottostanti al cancro posso presentare striature bruno-rossastre.
Spesso i cancri sono di difficile individuazione nei fusti secondari (arborei) poiché si sviluppano nei tessuti legnosi al di sotto del ritidioma il quale li nasconde alla vista. In quei casi solo delle fenditure tra tessuto sano e infetto possono indicarne la presenza.
I cancri si sviluppano attivamente a partire dalla ripresa vegetativa fino all'estate, periodo in cui le condizioni ambientali diventano proibitive per lo sviluppo della malattia, per poi riprendere la loro crescita in autunno.

## Erwinia amylovora
Erwinia amylovora è un batterio gram-negativo appartenente alla famiglia Enterobacteriaceae.
Le sue cellule hanno forma a bastoncino le cui dimensioni variano tra gli 1-3x0,5-1 micrometri; sono mobili per la presenza di numerosi flagelli peritrichi.
In vitro si è evidenziato un optimum di crescita tra i 25 °C e i 27 °C, crescita che è invece scarsa sotto i 4 °C e assente oltre i 32-34 °C. In vivo (nelle colture infette) cresce bene tra i 16 °C e i 30 °C.
La specie E. amylovora non è suddivisa in pathovar. Sono possibili infezioni sperimentali incrociate con ceppi provenienti da specie ospiti distinte (non ospite-specifico).
Le cellule batteriche di E. amylovora sono, sia in vitro che in vivo nelle piante ospiti, circondate da uno strato di polisaccaridi extracellulari (principalmente amilovorano  e levano) spesso addensati a formare un capside il quale svolge numerose funzioni.
La presenza dello strato di polisaccaridi è correlato positivamente alla virulenza; si è visto infatti che ceppi isolati incapaci di sintetizzare amilovorano non sono in grado di infettare le piante ospiti e di causare i sintomi.
Si ritiene che l'amilovorano funga infatti da soppressore delle tecniche di resistenza degli ospiti. Si è visto infatti che l'agglutinazione dei batteri svolta da una sostanza prodotta dal melo (la lectina) viene annullata già in presenza di pochi grammi di amilovorano.
Altri fattori di virulenza sono il sorbitolo, l'arpina e i siderofori

## Ciclo
L'Erwinia amylovora sverna ai margini dei cancri rameali formati nel corso della stagione precedente.
In primavera inizia a moltiplicarsi rapidamente ed, in presenza di un'elevata umidità ambientale, evade producendo goccioline di essudato dolce di colori che variano in base al ceppo e alla pianta ospite. Dai cancri il batterio viene disseminato per mezzo di insetti, pioggia e vento sulla stessa pianta o su quelle vicine, in cui penetra attraverso vie naturali di infezione (fiori, stomi, lenticelle, idatodi) oppure attraverso le ferite.
Le infezioni primarie si verificano a carico dei fiori i quali avvizziscono ed emettono essudati che vanno a costituire fonti di inoculo per infezioni secondarie. La scalarità di fioritura delle varie specie ospiti garantisce un prolungamente del periodo di comparsa delle infezioni primarie contribuendo alla diffusione della malattia. Dopo aver infettato i vari organi fiorali il battere, passando attraverso gli spazi intercellulari, attraversa il peduncolo fiorale raggiungendo la base dell'infiorescenza e il rametto. Continuando a crescere negli strati corticali il battere raggiunge gli altri germogli e il fusto dove dà origine a nuovi cancri.
I germogli possono essere infettati direttamente, cioè grazie a insetti vettori e piogge che diluiscono e distribuiscono gli essudati sui nuovi germogli all'interno dei quali i batteri penetrano grazie a ferite e lesioni, o indirettamente, ossia a partire dai cancri le cellule batteriche si muovono internamente alla pianta per via xilematica e raggiungono i germogli limitrofi.
Tra i vettori di E. amylovora sono stati descritti oltre 70 generi di insetti, tra i quali i più importanti risultano essere api e vespe. La loro attività li spinge infatti a visitare spesso gli organi fiorali e sono attratti dalle sostanze zuccherine come gli essudati batterici. In questo modo avviene una rapida diffusione della malattia all'interno dello stesso frutteto. Il batterio può rimanere vitale per almeno 48 ore sul corpo dell'insetto o nel tratto intestinale. Se invece inglobato nel nettare, nel polline o nel miele può rimanere attivo per settimane e questo spiega perché gli alveari posso costituire pericolose fonti di inoculo. Il potenziale infettivo tuttavia si riduce drasticamente con il tempo e infatti gli sciami infetti non sono più in grado di infettare nuove piante la stagione vegetativa successiva a quella in cui sono stati contaminati.
Un altro vettore molto importante della malattia è rappresentato dall'uomo che può, utilizzando attrezzi di lavoro contaminati o effettuando operazioni logistiche (spostamento, commercializzazione di alveari, portainnesti, frutti e altri materiali infetti) contribuire anche notevolmente alla diffusione del patogeno.
E. amylovora colonizza sia gli spazi intercellulari che i vasi xilematici che costituiscono una via per la colonizzazione longitudinale dell'ospite. Provocando la rottura delle pareti xilematiche i batteri evadono ed infettano i tessuti parenchimatici limitrofi
Finché i germogli sono suscettibili il patogeno si moltiplica e si diffonde sugli organi vegetali.
Con il progredire della stagione gli organi della pianta perdono suscettibilità e anche la colonizzazione del legno si fa più lenta e i cancri in crescita attiva iniziano a cicatrizzare.
Le condizioni essenziali che predispongono un'infezione di colpo di fuoco batterico sono le seguenti:
- la presenza di inoculo batterico e di piante suscettibili alla malattia;
- la presenza di vie di penetrazione, soprattutto fiori e lesioni della pianta;
- una temperatura compresa fra i 18 °C e i 30 °C, intervallo ottimale per la moltiplicazione del batterio;
- l'elevata umidità relativa o un decorso climatico piovoso, fattori che favoriscono la moltiplicazione del batterio.

## Sintomi su melo e pero

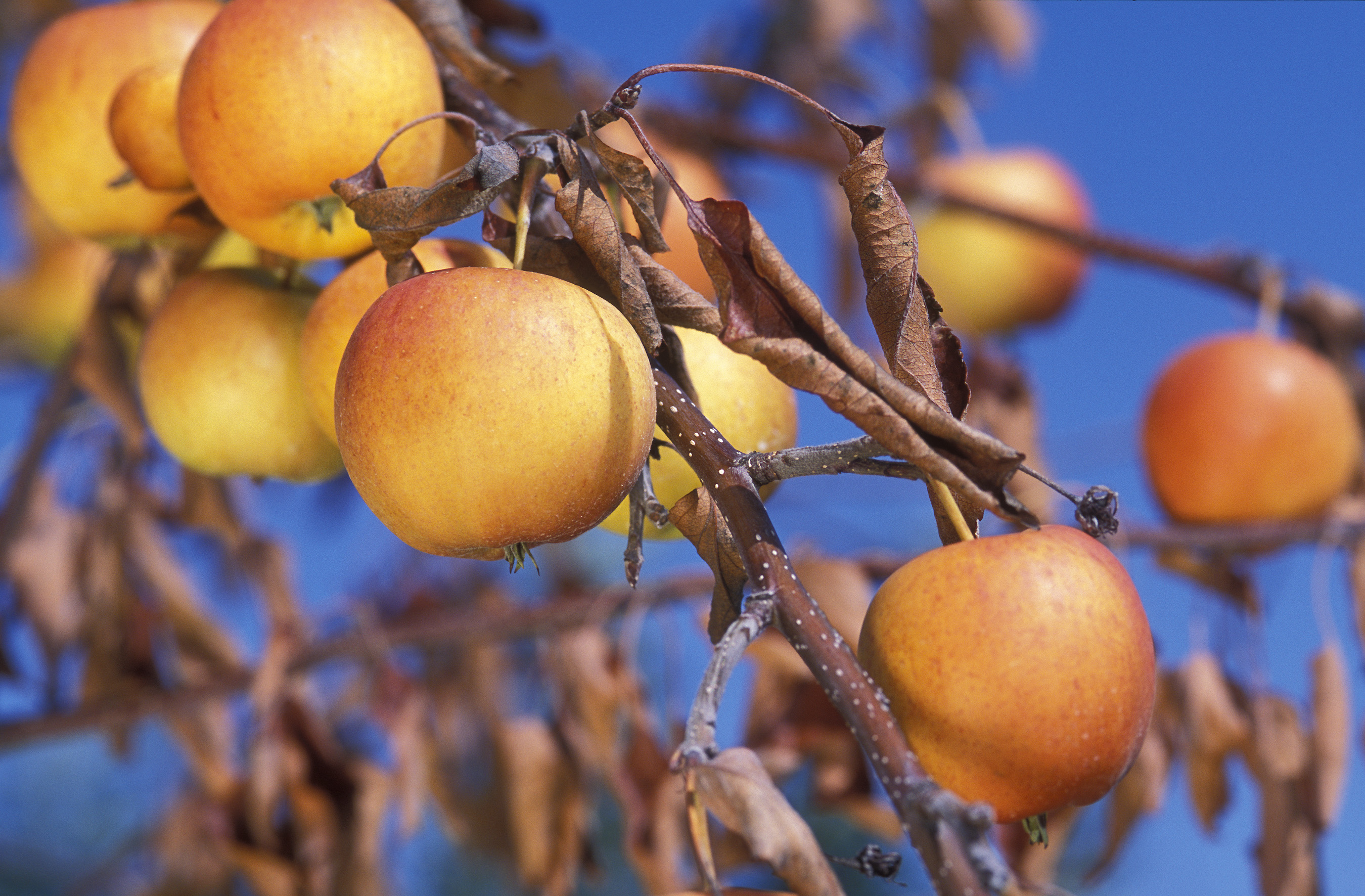
Esiti di colpo di fuoco batterico su melo.

I sintomi possono comparire su tutte le parti aeree.
Sulla foglia si ha la formazione di aree annerite ed umide, con possibile presenza di un essudato denso biancastro. Queste aree si estendono dalla lamina fogliare verso la nervatura principale ed il picciolo. Sulla base di quest'ultimo si forma una tipica necrosi di forma triangolare.
Sui fiori si verifica l'avvizzimento dell'intera infiorescenza e il successivo annerimento del peduncolo fiorale e dell'asse del corimbo. I fiori avvizziti rimangono attaccati alla pianta. Sui frutti si ha la comparsa di aree verde scuro, di aspetto untuoso, che poi imbruniscono.
Su germogli e succhioni si ha l'avvizzimento dell'organo e il ripiegamento a uncino dell'apice. Sui rami e sul fusto si verifica la comparsa di cancri della corteccia, con possibile emissione dell'essudato. Asportando superficialmente la corteccia, gli strati corticali mostrano marcate striature rossastre. Sui rami colpiti non si verifica il naturale distacco autunnale delle foglie, che tendono perciò a persistere nel corso dell'inverno.

## Prevenzione e lotta obbligatoria

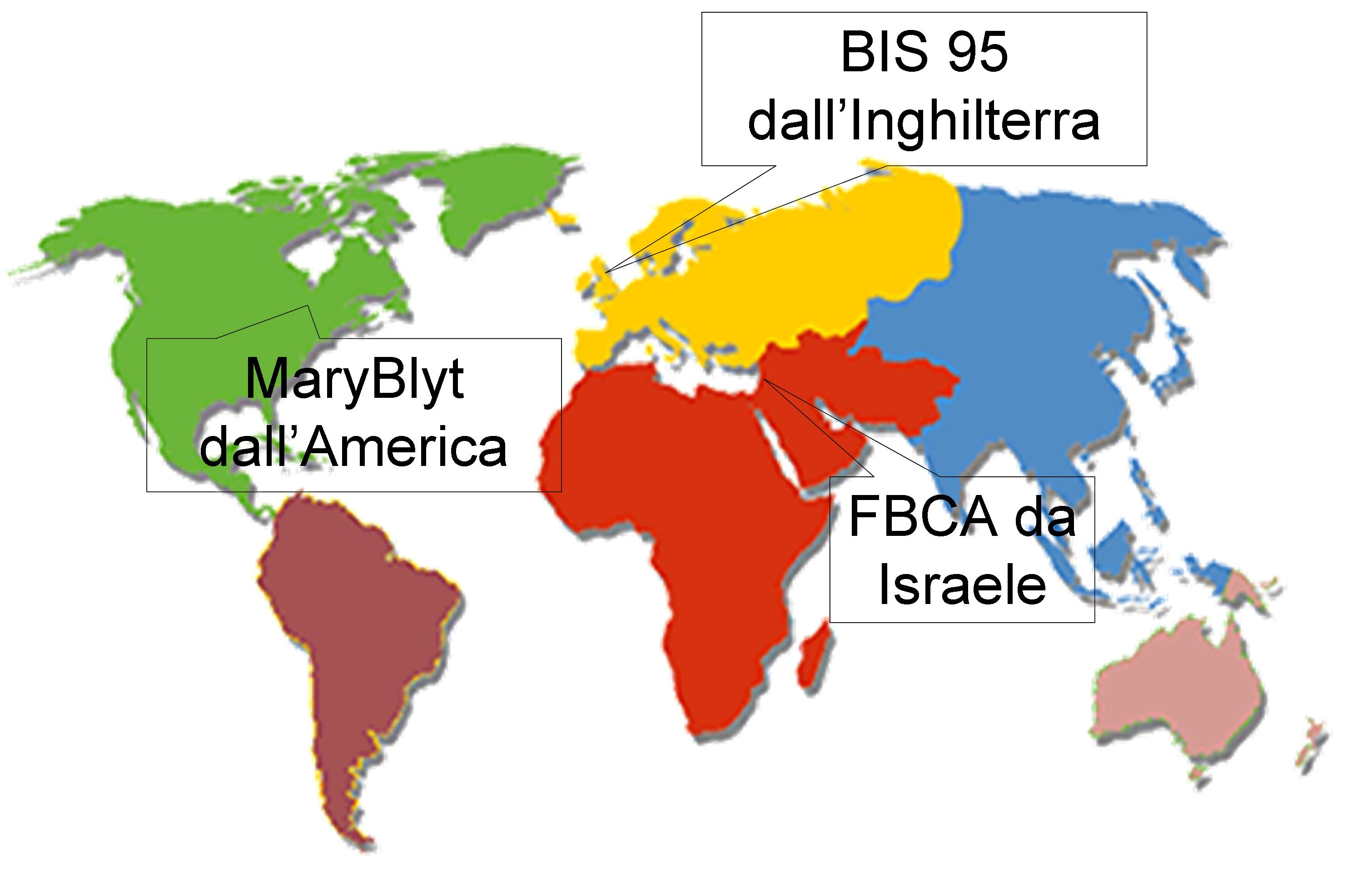
Modelli previsionali, in uso in vari continenti, sul rischio di infezione da E. amylovora.

A tutt'oggi non esistono metodi di cura efficaci contro la malattia, perciò è fondamentale prevenire l'insorgere di pericolose epidemie di colpo di fuoco attraverso la profilassi e le barriere sanitarie all'importazione. Tali misure si applicano in prima istanza con il costante monitoraggio degli impianti esistenti, al fine di circoscrivere gli eventuali focolai d'infezione, e l'impiego di materiale vivaistico sano, preferibilmente proveniente da regioni non colpite dalla batteriosi, al fine di limitare la nascita di nuovi focolai d'infezione.
Di grande utilità è la previsione del rischio di infezione giornaliero della malattia fornito dai modelli previsionali (agrometeorologia), elaborati dai centri di ricerca sulla base dei parametri climatici e dello stadio fenologico delle piante.
Per una corretta profilassi è inoltre indispensabile che i frutticoltori seguano le direttive di lotta obbligatoria, che impongono l'immediata segnalazione di casi sospetti agli organi competenti (Osservatori per le malattie delle piante). Questi provvedono all'estirpazione e alla bruciatura delle piante colpite dalla malattia e alla delimitazione dell'area di sicurezza attorno al focolaio d'infezione, zona in cui svolgere periodici ed oculati controlli.
In alcuni Paesi, mentre è vietato severamente in Unione europea e in Italia, viene consentito l'uso dell'antibiotico streptomicina durante le epidemie di fuoco batterico sugli alberi da frutto. Tale è ad esempio il caso della Svizzera.